# Sœurs de la nuit
Groupe apparaissant dans
Star Wars.
Les Sœurs de la nuit sont une organisation fictive de l'univers de Star Wars.

## Histoire

### Origines
Les origines des Sœurs de la nuit remontent au royaume sorcier dathomiri établi sur la planète Peridea, dans une autre galaxie, lorsque des Dathomiri voyagent sur des purrgils. Cela leur permet de quitter leur galaxie, d'atteindre la galaxie principale et de s'installer sur Dathomir, une planète dans laquelle le Côté obscur de la Force est déjà puissant avant l'arrivée des Sœurs de la nuit.
Vers 600 av. BY, une ancienne Jedi exilée nommée Allya les aurait formées à la maîtrise de la Force, les aurait amenées à haïr les Jedi et aurait écrit et laissé un texte de loi dans lequel elle critique vivement les Jedi et présente une vision de la Force selon laquelle il n'y a pas de séparation entre le Côté lumineux et le Côté obscur. Cependant, le conseil Jedi n'a aucune trace de l'existence d'une telle Jedi. Par ailleurs, les Sœurs de la nuit considèrent que le texte de loi qui leur est parvenu est un faux, et contestent le récit originel selon lequel Allya est la fondatrice du groupe,.
Au fil des siècles, les tentatives d'invasion de Dathomir sont repoussées par les Sœurs de la nuit, aidées notamment par des rancors, et Dathomir garde son indépendance.

### Avant la guerre des clones
Elles sont réparties en tribus indépendantes sur Dathomir, jusqu'à ce qu'elles soient unifiées par la puissante Mère Talzin, qui devient ainsi la dirigeante des Sœurs de la nuit.
Dans le même temps, Talzin tente de se rapprocher des Sith. Elle espère que les deux grands groupes maîtrisant le Côté obscur de la Force que sont les Sœurs de la nuit et les Sith s'allient et échangent des connaissances pour se renforcer mutuellement.
En 54 av. BY, Mère Talzin a un fils, Maul. Celui-ci s'avère rapidement plus puissant que les autres Frères de la nuit dans la Force. Les Sith Dark Plagueis et Dark Sidious s'y intéressent particulièrement, et Sidious prend Maul comme apprenti.
Le choix de Sidious irrite Mère Talzin, qui s'attendait à être elle-même choisie comme apprentie Sith. Maul est par ailleurs enlevé par Sidious à l'insu de la Sœur de la nuit. Elle commence déjà à souhaiter se venger contre les Sith, avant même que ceux-ci ne parviennent à prendre le contrôle de la Galaxie. La confrontation directe entre les Sith et les Sœurs de la nuit n'arrive cependant qu'à la guerre des clones.

### Pendant la guerre des clones
Lorsque Dark Sidious ordonne au comte Dooku de se débarrasser de son apprentie Asajj Ventress, les Sœurs de la nuit décident de se venger. En effet, Ventress est elle-même une Sœur de la nuit.
Les Sœurs de la nuit tendent un piège à Dooku en l'amenant à choisir comme nouvel apprenti Savage Opress, un Frère de la nuit secrètement chargé de tuer le comte. Cependant, Opress et Ventress ne sont pas assez puissants pour faire face à Dooku. Opress est par la suite chargé de retrouver Maul et de l'aider à vaincre les Sith.
Les Sœurs de la nuit utilisent leur magie sur Savage Opress pour assister Maul. Elles renforcent la force physique et la maîtrise de la Force d'Opress, et aident Maul et Savage par leurs conseils, connaissances et capacités.
Lorsque Ventress retourne à Dathomir, Dooku envoie des forces de la Confédération des systèmes indépendants dirigées par Grievous pour éradiquer les Sœurs de la nuit. Presque toutes les sorcières meurent au cours de la bataille.
Mère Talzin survit et, après la mort de Savage Opress, elle et Maul tentent d'affronter Dark Sidious et le comte Dooku. Le combat se termine par la victoire définitive des Sith, la mort de Talzin et la fuite de Maul.

### Après la guerre des clones
Seules quelques Sœurs de la nuit survivent aux conflits en marge de la guerre des clones. Parmi elles, se trouve notamment Merrin, qui reste sur Dathomir jusqu'à ce qu'elle rejoigne Cal Kestis en 14 av. BY. Une autre survivante est Morgan Elsbeth, qui dirige par la suite une importante entreprise industrielle sur la planète Corvus et s'allie au grand amiral Thrawn.
Plusieurs années plus tard, Maul amène Ezra Bridger à Dathomir pour y effectuer un rituel qui leur permettrait d'acquérir les informations que tous deux recherchent. Attaqué par des esprits de Sœurs de la nuit, Ezra parvient à se sauver en détruisant l'autel qui donnait vie aux fantômes.
Lorsque Thrawn revient de Peridea avec les Grandes Matriarches, ils se dirigent directement vers la planète Dathomir.

## Caractéristiques
Les Sœurs de la nuit réduisent en esclavage les zabraks mâles. Ces esclaves sont appelés « Frères de la nuit ». Maul et Savage Opress en ont fait partie.

### Capacités
L'utilisation de la Force faite par les Sœurs de la nuit s'apparente plus à de la sorcellerie que celle des Jedi ou des Sith. Les pouvoirs ainsi conférés, en particulier la capacité de posséder des individus, sont typiquement du Côté obscur. Les Sœurs de la nuit savent aussi préparer des potions qui amplifient les capacités de ceux qui les boivent. Elles sont également capables de ressusciter sous forme de zombies des Sœurs de la nuit mortes.
L'essence de la magie des Sœurs de la nuit est une énergie sous forme de brume verte, appelée « ichor », utilisée notamment lors des rituels,.
Outre leur magie, elles manient des armes telles que des arcs laser et des épées. Elles peuvent affronter d'autres guerriers utilisant la Force, tels des Jedi ou des Sith.

### Localisation
Installées à Dathomir, les Sœurs de la nuit inquiètent le reste de la Galaxie, mais restent essentiellement sur leur planète natale, à quelques actions ponctuelles près. Elles exploitent le fort lien avec la Force qu'a justement Dathomir pour amplifier leurs pouvoirs,.
L'une des rares installations des Sœurs de la nuit hors de Dathomir dans la Galaxie se situe sur la planète Arcana.

## Membres notables

### Asajj Ventress
Asajj Ventress est l'apprentie du comte Dooku. Elle participe à la guerre des clones dans le camp de la Confédération des systèmes indépendants, jusqu'à ce qu'elle soit rejetée par Dooku et devienne chasseuse de primes.

### Morgan Elsbeth
Morgan Elsbeth est une survivante de la guerre des clones. Elle travaille pour la marine de l'Empire galactique, et en particulier pour le grand amiral Thrawn. Elle est ensuite magistrate de la ville de Calodan. Elle sera finalement tuée par Ahsoka Tano.

### Grandes matriarches
Les Grandes matriarches sont trois Sœurs de la nuit, Klothow, Aktropaw et Lakesis. Elles semblent diriger Peridea. Elles concluent un accord avec le Grand amiral Thrawn.

## Concept et création
Les Sœurs de la nuit sont référencées dans le titre du deuxième épisode de la série télévisée Ahsoka, « Toil and trouble ». En effet, cette expression est prononcée par les sorcières de la pièce de théâtre Macbeth de William Shakespeare, d'autres sorcières notables de la fiction. L'épisode révèle que Morgan Elsbeth est justement une Sœur de la nuit, et par conséquent la première à apparaître dans une œuvre en prise de vues réelles.
Toujours dans la série télévisée Ahsoka, les Grandes matriarches font référence à différentes inspirations. D'une part, leurs noms correspondent à ceux des Parques de la mythologie grecque. D'autre part, les titres « Toil and trouble » et « Dreams and Madness » évoquent Macbeth, pièce dans laquelle apparaissent les trois sorcières qui ont inspiré les trois Grandes matriarches.